# Maytenus
Maytenus es un género de árboles de la familia Celastraceae que tiene alrededor de 70 especies de las cuales diez se encuentran en Chile y Perú. Se distribuye a través de ciertas partes de América: en el norte hasta México y en el sur hasta Tierra del Fuego; el sur de Asia: (Yemen, Malasia y Tailandia); y África: al noroeste en las Islas Canarias, al noreste en Etiopía, y sur en Sudáfrica. Crece en una gran variedad de climas; desde el tropical al subpolar.

## Descripción
Son arbustos o árboles pequeños, generalmente glabros; plantas polígamas. Hojas persistentes, alternas, a menudo dísticas, aserradas o enteras, coriáceas; estípulas pequeñas, caducas. Inflorescencia en una cima solitaria o fasciculada, axilar, flores pequeñas, blancas o amarillentas; cáliz 5-lobado; pétalos 5, redondeados en el ápice; estambres 5, insertados debajo del disco, filamentos alesnados, anteras obovado-cordadas; disco orbicular, margen ondulado; ovario inmerso en el disco y confluente con este, 1–3-locular, 1 (2) óvulo en cada lóculo, estilo corto y grueso, estigma 2–4-lobado. Fruto capsular, coriáceo, dehiscencia por 2 (3) valvas; semillas 1 (–3), con arilo vistoso.

## Taxonomía
El género fue descrito por Juan Ignacio Molina y publicado en Saggio sulla Storia Naturale del Chili . . . 177, 349. 1781.
En una revisión taxonómica en 2017 por Biral et al. y publicada en Systematic Botany 42 (4): 689, 123 especies anteriormente clasificadas dentro del género Maytenus pasaron al género Monteverdia.
Etimología
Maytenus: nombre genérico de  maiten, mayten o mayton, un nombre mapuche para la especie tipo Maytenus boaria.

## Especies
Contiene las siguientes especies (esta lista podría estar incompleta):
- Maytenus abbottii, A.E.van Wyk
- Maytenus addat, (Loes.) Sebsebe
- Maytenus boaria Molina
- Maytenus buxifolia (A. Rich.) Griseb. - boj de Cuba[4]
- Maytenus canariensis, (Loes.) Kunk. & Sund.
- Maytenus elongata Maitén de Puerto Rico
- Maytenus dhofarensis, Sebsebe
- Maytenus harenensis, Sebsebe
- Maytenus jamesonii, Briq.
- Maytenus laevigata Cinamomo blanco
- Maytenus lineata C.Wright ex Griseb. - nazarenos de Cuba[4]
- Maytenus matudai, Lundell,
- Maytenus magellanica,  (Lam.) Hook.f.
- Maytenus oleosa, A.E.van Wyk & R.H.Archer
- Maytenus octogona Realengo
- Maytenus phyllanthoides Maitén de Florida
- Maytenus senegalensis: el arto con una subespecie en España
- Maytenus verticillata (Ruiz & Pav.) DC. - picna del Perú, pigna del Perú, rurama del Perú, ullú del Perú.[4]
- Maytenus vitis-idaea Sal del indio
- Maytenus williamsii, A. Molina

### Reclasificadas en el géneroMonteverdia
- Maytenus clarendonensis Britton, 1912, ahora Monteverdia clarendonensis
- Maytenus crassipes, Urb., ahora Monteverdia crassipes
- Maytenus eggersii Loes., 1895, ahora Monteverdia eggersii (Loes.) Biral, 2017
- Maytenus harrisii, Krug & Urb., ahora Monteverdia harrisii
- Maytenus ilicifolia Congorosa, ahora Monteverdia ilicifolia
- Maytenus jefeana, Lund., ahora Monteverdia jefeana
- Maytenus laevis Reyssek, 1861, ahora Monteverdia laevis (Reissek) Biral, 2017
- Maytenus manabiensis Loes., 1905, ahora Monteverdia manabiensis (Loes.) Biral, 2017
- Maytenus microcarpa, Fawc. & Rendle, 1905, ahora Monteverdia microcarpa (Fawc. & Rendle) Biral, 2017
- Maytenus ponceana Britt., 1924, ahora Monteverdia ponceana (Britt.) Biral, 2017
- Maytenus stipitata Lundell, ahora Monteverdia stipitata (Lundell) Biral, 2017

## Cultivos y usos
M. boaria y M. magellanica son las especies más conocidas en Europa y los Estados Unidos porque son los árboles más resistentes al frío en este mayoritario género tropical.